# 芒力克·斯依提
芒力克·斯依提（維吾爾語：مەڭلىك سىيىت‎，拉丁维文：Menglik Siyit，1962年9月—），男，维吾尔族，新疆鄯善人，中华人民共和国政治人物，曾任中共吐鲁番市委副书记、吐鲁番市市长，现任新疆维吾尔自治区人民政府副主席。